# Wスポット
『Wスポット』（ダブル・スポット）は、1994年6月1日から1998年9月24日まで関西テレビで放送されたバラエティ番組である。全218回。

## 概要
「さまざまな情報を色々な角度からスポットを当てる」をコンセプトに掲げていた深夜番組で、「笑わない先生」原久美子が進行役を務めた。原は毎回セクシーな衣装で登場し、ゲスト出演者からの質問を無視して彼女たちに無茶な振りをするなどのスタイルであった。
最終回では過去の内容の傑作選を放送した。

## 主なコーナー
- 今日の小テスト
- 体育の授業
- 健康診断(足ツボマッサージ)

## 出演者

### 司会
- 原久美子

### 主なゲスト
- 畑野浩子
- 落合るみ
- 麻宮淳子(3回出演)
- 甲賀瑞穂
- 渡辺由紀
- 森永奈緒美
- 信田美帆
- 池沢郁絵
- 桜樹ルイ(2回出演)
- 桜井あゆみ(2回出演)
- 曲山えり
- 豊田真奈美
- 大原かおり(2回出演)
- 島田沙羅
- 萩原由紀
- 光月夜也
- 山田誉子(3回出演)
- 中島史恵
- 諸江なみこ
- 水谷ケイ
- 小野砂織
- 梶原真弓
- 森山佐記子
- 浜中千歳
- メディアガールズ(海津晶子、夏目敦子、原田ひとみ、堀ナナ)
- 須之内美帆子
- 大野幹代
- 瞳リョウ
- 桜庭あつこ
- 稲田千花
- 千東茉由
- 岡元あつこ
- 木村衣里
- 大谷めぐみ、かます田理恵、高野京子
- 岬たか子
- 吉田里深
- 森洋子
- しいなまお
- 草凪純
- 北山えり
- 篠崎ゆき
- フランソワーズヒロタ
- 望月沙耶
- 夕樹舞子
- ほか

## スタッフ
- プロデューサー：喜多隆（関西テレビ）、西中由美（クリエイターズユニオン）
- 構成：佐伯勝、伊東桂子
- TD：中山定明、岩井啓（100回記念）
- VE：山野智、喜瀬真勝（100回記念）
- CAM：沢辺康史、川崎哲也（100回記念）
- AUD：田中貢、久保田幸一（100回記念）
- 照明：東通ライティング、アンド オキナワ（100回記念）
- PA：ウェーブ
- 効果：佐藤公彦（音響企画）
- 美術：嶋田良一（フジタデザイン）
- 大道具：井上章（ワークアート）
- メイク：長船恵子（メイクズO2）
- スタイリスト：クレール
- TK：森田弘美
- タイトル：和田紀之（BAP）
- 編集：山本昌弘
- MA：中西祐之
- 技術協力：テーク・ワン、テレプロ（100回記念）
- ブレーン：永冨哲也、福島寛子
- ディレクター：吉田麻理、長尾政一、藤田充良
- 制作：クリエイターズユニオン
- 制作著作：関西テレビ